# Raiffeisenbank Aschau-Samerberg

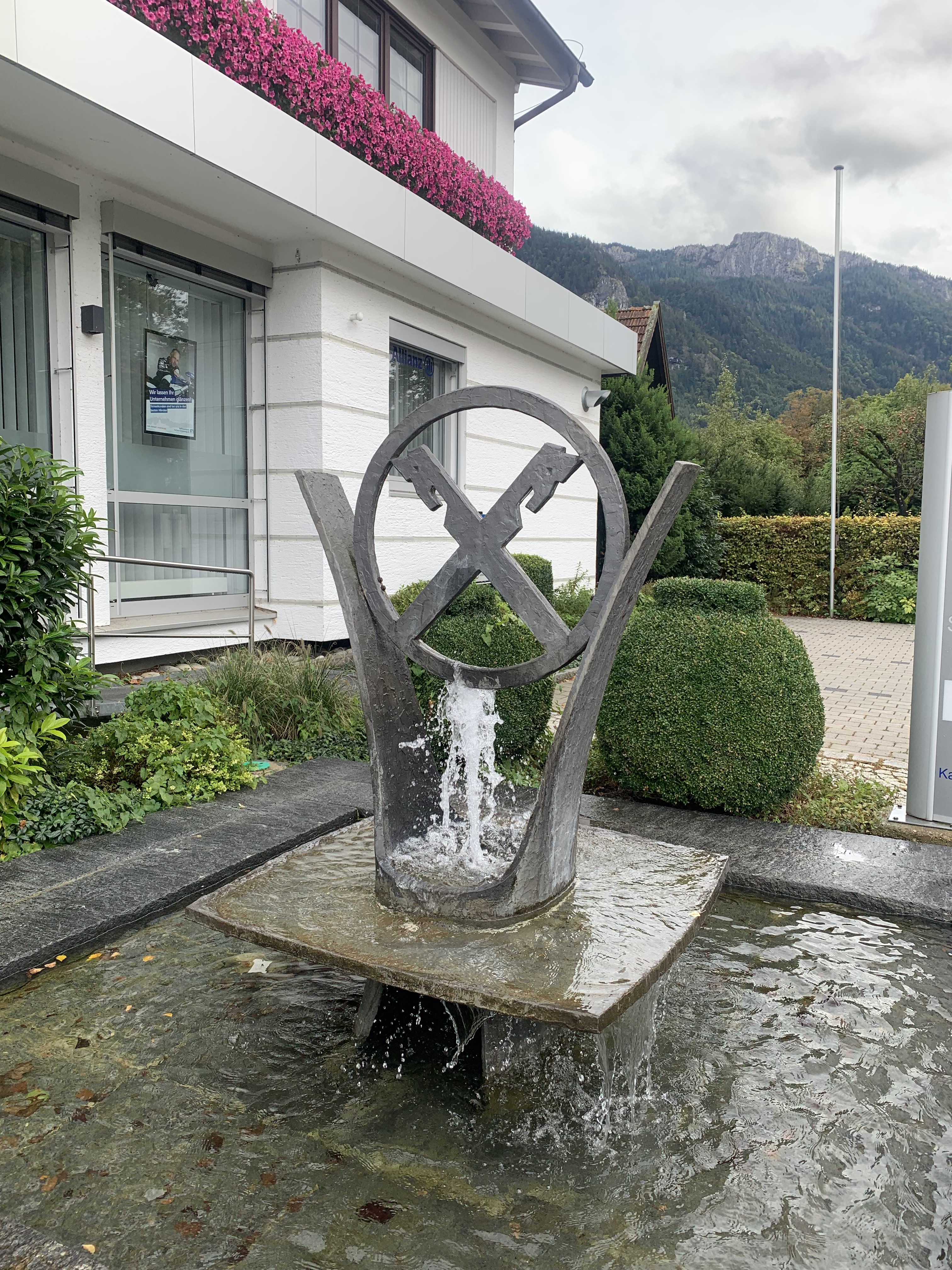
Brunnen vor der Hauptstelle in Aschau

Die Raiffeisenbank Aschau-Samerberg eG ist eine Genossenschaftsbank mit Sitz in der bayerischen Gemeinde Aschau im Chiemgau im Landkreis Rosenheim.

## Geschichte
Die Gründung der Raiffeisenbank Aschau-Samerberg eG erfolgte am 13. November im Jahr 1892 unter dem Namen „Darlehenskassenverein Aschau - eingetragene Genossenschaft mit beschränkter Haftung“ in Aschau im Chiemgau. Sie entstand im Jahr 2000 durch die Fusion der Raiffeisenbank Samerberg-Höhenmoos eG mit dem Sitz in Samerberg mit der Raiffeisenbank Aschau-Frasdorf-Sachrang eG mit dem Sitz in Aschau im Chiemgau.

## Rechtsverhältnisse
Die Raiffeisenbank Aschau-Samerberg eG ist im Genossenschaftsregister beim Amtsgericht Traunstein unter GnR 125 eingetragen.

## Organisationsstruktur
Rechtsgrundlagen sind das Genossenschaftsgesetz und die durch die Generalversammlung beschlossene Satzung. Organe der Bank sind der Vorstand, der Aufsichtsrat und die Generalversammlung.

## Sicherungseinrichtung
Die Raiffeisenbank Aschau-Samerberg eG ist der amtlich anerkannten Sicherungseinrichtung des Bundesverbandes der Deutschen Volksbanken und Raiffeisenbanken GmbH und der zusätzlichen freiwilligen Sicherungseinrichtung des Bundesverbandes der Deutschen Volksbanken und Raiffeisenbanken e.V. angeschlossen.

## Geschäftsausrichtung
Die Raiffeisenbank Aschau-Samerberg eG betreibt das Universalbankgeschäft und ist Mitglied im genossenschaftlichen Finanzverbund. Im Verbundgeschäft arbeitet sie mit der DZ Bank, R+V Versicherung, Bausparkasse Schwäbisch Hall, Teambank, VR Leasing, Süddeutsche Krankenversicherung (SDK), Allianz Versicherung, DZ Hyp und der Union Investment zusammen.

## Geschäftsgebiet
Das Geschäftsgebiet liegt im Südosten des Landkreises Rosenheim. Ihr Geschäftsgebiet erstreckt sich von Aschau im Chiemgau über Frasdorf nach Samerberg.
An diesen Orten betreibt die Bank Filialen:
- Aschau im Chiemgau (Hauptstelle, jur. Sitz)
- Samerberg (Geschäftsstelle)
- Frasdorf (Geschäftsstelle)
- Höhenmoos (SB-Geschäftsstelle)